# Motorcykel 810
Motorcykel 810 (MC 810) är Försvarsmaktens version av civila F 800 GS Adventure som tillverkats av BMW. Den civila Adventure-modellen lanserades 2013. Modellen tillverkades fram till 2018 då den ersattes av F 850 GS Adventure.
MC 810 började upphandlas 2015 och de första 100 exemplaren skulle levereras under maj 2016. Extrautrustning som Försvarsmakten valt är väskor, motorbågar och skyddsplåt i svart färg samt varningsljus. Den valda färgen är Khalamata green. Motorcykeln används av militärpoliser, trafiksoldater  samt MC-ordonnanser.